# أليكس كولينز
أليكس كولينز (بالإنجليزية: Alex Collins)‏ هو لاعب كرة قدم أمريكية أمريكي، ولد في 26 أغسطس 1994 في فورت لودرديل في الولايات المتحدة.

## وصلات خارجية
- أليكس كولينز على موقع مرجع كرة القدم المحترفة.كوم (الإنجليزية)